# 費爾南迪納島
費爾南迪納島（西班牙語：Isla Fernandina）是厄瓜多爾的火山島，屬於科隆群島的一部分，島上的盾狀火山自2009年4月11日持續火山爆發，島嶼面積642平方公里，島上最高點海拔1,476米，山頂的破火山口闊約6.5公里。

## 外部連結
- Special Report: Volcano Erupts on Fernandina Island. Charles Darwin Foundation
- Fernandina （页面存档备份，存于）
- Benjamin Morell and the Galapagos Eruption of 1825

加拉帕戈斯群島的分佈圖，費爾南迪納島位在群島的西部。

- Eruption on Isla Fernandina （页面存档备份，存于） NASA Earth Observatory